# Слава мира
«Слава мира» — агитационно-пропагандистский художественный фильм. Один из первых звуковых фильмов СССР и первый звуковой художественный фильм производства Белгоскино.

## Сюжет
В одном из западноевропейских государств устанавливается профашистская диктатура во главе с генералом Адлером. Лидер социал-демократов Зигель и академик Хельм, работающий над созданием отравляющих веществ, встречаются с генералом, чтобы обсудить проблемы сотрудничества. Адлер предлагает им путешествие на военном корабле «Слава мира».
Коммунист Билли Паркер, которого дома ждёт невеста Марта, остаётся на сверхсрочную службу на флоте, чтобы по заданию подпольного комитета вести агитацию среди матросов. Однако офицеры находят в казарме листовки и брошюру «Ленин против войны», и Билли, опасаясь предательства брошенного в каземат новобранца Эрика, вынужден бежать на моторной лодке.
Погоня гидроплана не даёт результата, и академик Хельм предлагает использовать для поимки Паркера изобретённый им «хельмит» — новый сверхтоксичный отравляющий газ. В зону его действия попадают рыбацкие шхуны, экипажи которых гибнут. Билли выживает благодаря противогазу, а затем выдаёт себя за рыбака.
На химзаводе, где производят «хельмит», происходит взрыв. Среди многочисленных жертв и ослепшая Марта. Став безработным, кончает жизнь самоубийством Меллер — друг её отца, старого социал-демократа Пауля Форста. Сам Форст разочаровывается в идеалах своей партии.
Билли возвращается в город. Состояние Марты не меняет их отношений. Подпольный комитет поручает им сорвать погрузку на «Славу мира» оружия, которое может быть использовано для войны с Советским Союзом.
Марта выступает на митинге протеста. Билли с помощью Пауля и других рабочих вступает в схватку с фашистами-штрейкбрехерами, а потом с полицией. Погрузка оружия сорвана. Арестованная Марта [Билли, Пауль] провозглашает: «Да здравствует Советский Союз! Долой фашистов!» [Выстрелом из-за угла фашист убивает Билли. Звучит революционная песня — гимн грядущей победе рабочего класса.]

## В ролях
| Актёр             | Роль          |
| ----------------- | ------------- |
| Леонид Кмит       | Билли Паркер  |
| Софья Магарилл    | Марта Форст   |
| Андрей Лаврентьев | генерал Адлер |

Вышел на экраны 23 марта 1932 года. Первый звуковой художественный фильм производства Белгоскино (из-за опасений в нерентабельности за пределами республики снят на русском языке). Чёрно-белый, звуковой.